# نورالدین حشوف
نورالدین حشوف (عربی: نور الدين حشوف؛ زادهٔ ۱۰ مهٔ ۱۹۴۰) بازیکن فوتبال اهل الجزایر بود.
وی همچنین در تیم ملی فوتبال الجزایر بازی کرده‌است.